# Acanthoderes
Acanthoderes är ett släkte av skalbaggar som ingår i familjen långhorningar.

## Arter
- Acanthoderes affinis (Thomson, 1865)
- Acanthoderes albifrons Chemsak & Hovore, 2002
- Acanthoderes albitarsis Laporte, 1840
- Acanthoderes aliciae Chemsak & Hovore, 2002
- Acanthoderes alpina Chemsak & Hovore, 2002
- Acanthoderes amplifrons Chemsak & Hovore, 2002
- Acanthoderes amplitoris Chemsak & Hovore, 2002
- Acanthoderes ariasi Chemsak & Hovore, 2002
- Acanthoderes barrerai Chemsak & Hovore, 2002
- Acanthoderes bicolor Chemsak & Hovore, 2002
- Acanthoderes cavei Chemsak & Hovore, 2002
- Acanthoderes circumflexa Pascoe, 1866
- Acanthoderes daviesii (Swederus, 1787)
- Acanthoderes ferruginea Chemsak & Hovore, 2002
- Acanthoderes flavomaculata Chemsak & Hovore, 2002
- Acanthoderes funeraria Bates, 1861
- Acanthoderes giesberti Chemsak & Hovore, 2002
- Acanthoderes hondurae Chemsak & Hovore, 2002
- Acanthoderes lacrymans (Thomson, 1864)
- Acanthoderes laevicollis Bates, 1872
- Acanthoderes laportei Aurivillius, 1923
- Acanthoderes latevittatus (Aurivillius, 1921)
- Acanthoderes latiforma Chemsak & Hovore, 2002
- Acanthoderes linsleyi Chemsak & Hovore, 2002
- Acanthoderes maccartyi Chemsak & Hovore, 2002
- Acanthoderes noguerai Chemsak & Hovore, 2002
- Acanthoderes paravetusta Chemsak & Hovore, 2002
- Acanthoderes parva Chemsak & Hovore, 2002
- Acanthoderes parvimacula Zajciw, 1964
- Acanthoderes penrosei Chemsak & Hovore, 2002
- Acanthoderes quadrigibba (Say, 1835)
- Acanthoderes quattuordecimguttata (Schoenherr, 1817)
- Acanthoderes ramirezi Chemsak & Hovore, 2002
- Acanthoderes rubripes Bates, 1872
- Acanthoderes rufofemorata Aurivillius, 1926
- Acanthoderes satana Bates, 1880
- Acanthoderes septemmaculata Buquet, 1859
- Acanthoderes solisi Chemsak & Hovore, 2002
- Acanthoderes subtessellata Bates, 1880
- Acanthoderes thammi Bates, 1880
- Acanthoderes thoracica White, 1855
- Acanthoderes virescens Fuchs, 1962
- Acanthoderes wappesi Chemsak & Hovore, 2002
- Acanthoderes zischkai Tippmann, 1960
- Acanthoderes zonata Bates, 1880